# Сухобоков, Олег Васильевич
Олег Васильевич Сухобоков (26 октября 1937, Трубчевск — 21 июля 2008, Киев) — советский и украинский археолог, учёный-славист, исследователь славянской и древнерусской истории, доктор исторических наук, ведущий научный сотрудник Института археологии НАН Украины, художник. Круг научных интересов: археология, история и культура населения Левобережной Украины второй половины І — начала ІІ тыс. н. э., в частности славянского племени северян, «хазарский период» в истории восточных славян, народов Хазарского каганата VIII—X вв., взаимоотношения хазар, алан и восточных славян в лесостепном Подонье.

## Биография
Родился 26 октября 1937 в Трубчевске (ныне — Брянской области) в семье учителей Василия Алексеевича и Натальи Владимировны. Отец — Василий Алексеевич — ветеран Великой Отечественной войны, орденоносец; в его честь названа одна из центральных улиц г. Бахмач Черниговской области, в освобождении которого от немецко-фашистских захватчиков он принимал активное участие.
О. Сухобоков учился в средней школе № 1 Трубчевска (1945—1956). После службы в Советской армии (1956—1959) обучался на историческом факультете Харьковского государственного университета им. А. М. Горького (1959—1964). В студенческие годы увлекался античной историей и скифской археологией. Принимал участие в археологических исследованиях Херсонеса. После окончания университета в 1964—1966 годы работал учителем истории и обществоведения в школе шахтерского городка Торез Донецкой области. В 1966—1969 гг. учился в аспирантуре Института археологии Академии наук УССР, специализировался в области славяно-древнерусской археологии Украины. С 1969 г. и до конца жизни О. В. Сухобоков работал в Институте археологии АН УССР и НАН Украины, пройдя путь от младшего научного сотрудника (1969) до ведущего научного сотрудника (1994—2008) отдела древнерусской и средневековой археологии. В 1973 г. защитил кандидатскую диссертацию «Население Днепровского Левобережья во второй половине первого тысячелетия н. э.» (научный руководитель — д.и.н. В. И. Довженок). В 1993 г. — докторскую диссертацию «Этнокультурное развитие населения лесостепной Левобережной Украины в конце І — начале ІІ тыс. н. э.». В работах О. В. Сухобокова детально отражены этнокультурные процессы славянского населения Днепровского Левобережья второй половины І — начала ІІ тыс. н. э. Учёный разработал оригинальную концепцию исторического процесса в этнически и культурно неоднородном регионе Киевской Руси — Днепро-Донском междуречье — на протяжении 500-летнего периода.
В 1968—1973 гг. он возглавлял Левобережный отряд Раннеславянской экспедиции, с 1974 по 2006 гг. руководил Левобережной славяно-русской экспедицией Института археологии АН УССР и НАН Украины. Более чем за 40-летний период полевых археологических работ О. В. Сухобоков открыл и исследовал немало важных археологических памятников Украины, многие из которых стали хрестоматийными в отечественной и зарубежной историографии.
Был членом специализированных ученых советов по защите диссертаций Института археологии и Института востоковедения им. А. Крымского НАН Украины; членом редколлегий периодических научных изданий «Сходознавство» и «Хозарський альманах» (Киев), «Наукові записки з української історії» (Переяслав-Хмельницкий), «Сумська старовина» (Сумы), «Археологический альманах» (Донецк) и др.
Наряду с научной работой О. В. Сухобоков вел педагогическую деятельность, будучи профессором Международного Соломонова университета и Переяслав-Хмельницкого педагогического университета им. Г. Сковороды.

## Научно-исследовательская деятельность
Научные интересы О. В. Сухобокова сосредотачивались на раннеславянской и древнерусской археологии Днепровского Левобережья, истории восточнославянского племени северян, «Северской земли» в составе Хазарского каганата и Древней Руси. В 1966—1974 годах он работал в экспедициях В. И. Довженка, Д. Т. Березовца, В. К. Гончарова, А. М. Лескова, Е. В. Махно, М. П. Кучеры, Д. Я. Телегина, В. И. Бидзили, А. И. Кубышева, принимал участие в раскопках таких известных памятников, как черняховский могильник Успенка, Верхнесалтовский катакомбный могильник, скифский курган Гайманова Могила, проводил разведки на Днепровском Левобережье и в Приазовье. В 1968 году О. В. Сухобоков возглавил Левобережный отряд Раннеславянской экспедиции, который в 1974 г. был реорганизован в отдельную Левобережную славяно-русскую экспедицию Института археологии УССР. О. В. Сухобоков открыл и исследовал десятки важных археологических памятников Украины. Среди них: киевское поселение Курган-Азак (1968), волынцевское поселение Ходосовка (1972), роменско-древнерусское городище и селище Ницаха (летописный Ничан) (1973—1974, 1976, 1986—1988), роменское городище Опошня (1974—1975), раннероменское городище, селище и могильник возле села Каменное (1976—1978), летописные древнерусские города Путивль (1979—1982, 2006), Лубны (1980—1981) и Ромен (1992, 1999), эпонимный памятник волынцевской культуры — поселение Волынцево (1980—1981), раннеславянское поселение Засулье (1980), роменско-древнерусские городища Лухтовка и Игоревка (1983), роменско-древнерусский комплекс возле с. Зеленый Гай (1983), раннесеверянское городище возле с. Битица (1985—1993), древнерусское поселение Цыбли (1995), эпонимное роменское городище Монастырище (1999) и др. Исследовал средневековые турецкие памятники Очаков, Аккерман в составе Международной Южной Средневековой украинско-турецкой экспедиции (1997—2004). О. В. Сухобоков определил время основания городов Путивль, Лубны, Ромны.
Кандидатская и докторская диссертации О. В. Сухобокова «Население Днепровского Левобережья во второй половине первого тысячелетия н. э.» (1973) и «Этнокультурное развитие населения лесостепной Левобережной Украины в конце І — начале ІІ тыс. н. э.» (1993), а также монографии «Славяне Днепровского Левобережья (роменская культура и её предшественники)» (1975) и «Дніпровське лісостепове Лівобережжя у VIII—XIII ст.» (1992) убедительно доказали тезис о преемственности исторического процесса на Левобережье Украины. Учёный первым предложил детализированную картину эволюции главных элементов материальной культуры славянского населения Днепровского Левобережья от памятников VI—VII вв. до роменско-древнерусских памятников XI в. На основании результатов исследований учёный пришел к выводу о единой «волынцевско-роменской» или «северянской» культуре Днепровского Левобережья VIII — начала XI вв. Предложенные им исторические концепции получили поддержку многих ученых и нашли немало последователей как на Украине, так и за её пределами. О. В. Сухобоков известен и как специалист в номадических исследованиях. Много внимания он уделял изучению характера взаимоотношений хазар и славян, «хазарскому периоду» в истории восточных славян и других народов, которые входили в состав Хазарского каганата в VІІІ — X вв.

## Памятникоохранная деятельность
О. В. Сухобоков приложил много усилий для изучения и сохранения историко-культурного наследия Украины, развитию памятникоохранного и музейного дела. Руководил группой по подготовке свода памятников салтовской культуры в Институте памятникоохранных исследований Министерства культуры и искусств Украины (1996—2000 гг.). Был научным консультантом археологических разделов по Полтавской и Сумской областям «Свода памятников истории и культуры Украины» (1990—2008 гг.).

## Награды
- Почетный гражданин г. Путивль (1989)
- диплом и статуэтка «Золота Ярославна» (2000)
- Почётная грамота Президиума НАН Украины (2007).

## Основные труды
Книги
- Славяне Днепровского Левобережья: роменская культура и её предшественники. — Киев: Наукова думка, 1975. — 167 с. Архивировано 5 апреля 2023 года.
- Древнерусский Путивль и его округа (по материалам археологических исследований). — Путивль: ПГИКЗ, 1990. — 154 с.
- Дніпровське лісостепове Лівобережжя у VIII—XIII ст. (за матеріалами археологічних досліджень 1968—1989 рр.) (укр.). — Київ: Наукова думка, 1992. — 216 с. Архивировано 15 февраля 2022 года.
- Сухобоков О. В., Юренко С. П. Опошнянское городище (по материалам археологических исследований 1975 г.). — Полтава: ЦОИПА, 1995. — 72 с. Архивировано 6 июня 2023 года.
- «Земля незнаема»: население бассейна Среднего Псла в X—XIII вв. (по материалам роменско-древнерусского комплекса в с. Каменное). — Киев: Видавець Олег Філюк, 2016. — 376 с.
- Сухобоков О. В., Юренко С. П. Давній Путивль (укр.). — Київ—Суми: Університетська книга, 2019. — 344 с.

Статьи
- Підсумки і завдання вивчення роменської культури (укр.) // Слов'яно-руські старожитності. — Київ: Наукова думка, 1969. — С. 80—87. Архивировано 5 декабря 2023 года.
- Поселение середины I тысячелетия н. э. близ с. Курган Азак Сумской области // Археологические исследования на Украине в 1968 г. — Киев: Наукова думка, 1971. — С. 229—233. Архивировано 4 февраля 2017 года.
- Деякі проблеми вивчення роменської культури (укр.) // Археологія. — Київ: Наукова думка, 1971. — Вип. 3. — С. 37—49. Архивировано 26 ноября 2023 года.
- Населення Дніпровського Лівобережжя перед утворенням Київської Русі (укр.) // Український історичний журнал. — 1971. — № 6. — С. 63—70. Архивировано 23 сентября 2024 года.
- Розкопки городища поблизу с. Волокитине (укр.) // Археологія. — Київ: Наукова думка, 1974. — Вип. 13. — С. 109—110. Архивировано 19 января 2024 года.
- Охоронні розкопки роменського городища поблизу с. Червоний Ранок Сумської області (укр.) // Археологія. — Київ: Наукова думка, 1975. — Вип. 15. — С. 112—114. Архивировано 3 сентября 2024 года.
- До питання про пам’ятки волинцевського типу (укр.) // Археологія. — Київ: Наукова думка, 1977. — Вип. 21. — С. 50—66. Архивировано 20 апреля 2023 года.
- Гопак В. Д., Сухобоков О. В. Про салтівське залізообробне ремесло (за матеріалами розкопок Д. Т. Березовця) (укр.) // Археологія. — Київ: Наукова думка, 1978. — Вип. 25. — С. 60—70. Архивировано 5 мая 2025 года.
- Сухобоков О. В., Юренко С. П. Этнокультурные процессы на территории Левобережной Украины в І тысячелетии н. э. // Проблемы этногенеза славян. — Киев: Наукова думка, 1978. — С. 124—142.
- Левобережье Днепра // Древнерусские поселения Среднего Поднепровья (археологическая карта). — Киев: Наукова думка, 1984. — С. 103—176.
- Роменская культура // Этнокультурная карта территории Украинской ССР в І тыс. н. э. — Киев: Наукова думка, 1985. — С. 125—135. Архивировано 27 июля 2024 года.
- Славянские древности последней четверти I тыс. н. э. Днепровского Левобережья (волынцевская и роменская культуры) // Археология Украинской ССР. — Киев: Наукова думка, 1986. — Т. 3. — С. 191—212. Архивировано 7 декабря 2023 года.
- Путивль // Археология Украинской ССР. — Киев: Наукова думка, 1986. — Т. 3. — С. 310—314. Архивировано 27 июля 2024 года.
- Сухобоков О. В., Моця О. П. Давньоруські пам'ятки поблизу хутора Зелений Гай Сумської області (укр.) // Археологія. — Київ: Наукова думка, 1987. — Вип. 58. — С. 83—94. Архивировано 17 апреля 2023 года.
- Левобережная Украина в VII—ХІІІ вв. // Чернигов и его округа в ІХ—ХІІІ вв. — Киев: Наукова думка, 1988. — С. 46—56. Архивировано 13 декабря 2024 года.
- Работы Левобережной Славяно-русской экспедиции ИА АН УССР в Сумской области (1968—1988 гг.) // Проблемы археологии Сумщины: тезисы докладов областной научно-практической конференции. — Сумы, 1989. — С. 78—80. Архивировано 21 апреля 2022 года.
- Сухобоков О. В., Вознесенская Г. А., Приймак В. В.[укр.]. Клад орудий труда и украшений с Битицкого городища // Древние славяне и Киевская Русь. — Киев: Наукова думка, 1989. — С. 92—105.
- Південно-східне порубіжжя давньоруської держави (до питання про формування державної території) (укр.) // Археологія. — 1989. — № 3. — С. 50—59. Архивировано 5 мая 2025 года.
- Сухобоков О. В., Юренко С. П. Керамический комплекс Опошнянского городища (вт. пол. VIIІ в. н. э.) // Археологические исследования на Полтавщине. — Полтава: Полтавский краеведческий музей, 1990. — С. 87—95.
- К изучению юго-восточных окраин Киевской Руси // Археологические исследования в Центральном Черноземье в XII пятилетке. — Белгород: Белгородский пединститут, 1990. — С. 79—81.
- Некоторые итоги археологических исследований в Путивле // Археология славянского Юго-Востока. — Воронеж: ВГУ, 1991. — С. 66—80.
- Бєлінська Л., Приймак В.[укр.], Сухобоков О. Гончарні горни І—ІІ тис. н. е. з розкопок Лівобережної Слов’яно-руської експедиції ІА АН УРСР (укр.) // Українське гончарство. — Київ—Опішне, 1993. — Кн. 1. — С. 185—189. Архивировано 3 августа 2024 года.
- Залізообробна справа за матеріалами розкопок давньоруського археологічного комплексу поблизу с. Ніцаха Сумської обл. (укр.) // Археологія. — 1995. — № 3. — С. 53—68. Архивировано 5 мая 2025 года.
- Сухобоков О. В., Юренко С. П. Слов’яно-давньоруські пам’ятки в околицях Більського археологічного комплексу скіфської доби (укр.) // Більське городище в контексті вивчення пам’яток раннього залізного віку Європи. — Полтава: Археологія, 1996. — С. 138—145. Архивировано 5 июня 2023 года.
- Деякі питання етнокультурної історії Лівобережної України останньої третини І — початку II тис. н. е. (укр.) // Археологічний літопис Лівобережної України. — 1998. — № 1—2. — С. 59—65. Архивировано 4 июня 2023 года.
- Этнокультурная история Левобережной Украины I — начала II тыс. // Археологія. — 1998. — № 2. — С. 37—46. Архивировано 23 сентября 2024 года.
- До походження та інтерпретації пам’яток волинцевського етапу культури літописних сіверян (укр.) // Археологія. — 1999. — № 2. — С. 25—39. Архивировано 23 сентября 2024 года.
- До питання про виникнення давньоруських міст: літописний Ромен (укр.) // Наукові записки НаУКМА. — Київ: КМ "Academia", 2002. — Т. 20: Історичні науки. — Ч. 1. — С. 35—38. Архивировано 5 мая 2025 года.
- Розкопки у літописному Ромні (до 100-річчя роменської археологічної культури) (укр.) // Археологія. — 2004. — № 4. — С. 71—85. Архивировано 5 мая 2025 года.
- Комар А. В., Сухобоков О. В. Городище «Монастырище» и древнерусский Ромен: проблема преемственности // Стародавній Іскоростень і слов’янські гради VIII—X ст. — Київ: Корвін Пресс, 2004. — С. 159—173.
- Тюркомовні народи в історії населення лівобережно-дніпровської лісостепової України (археологічний аспект) (укр.) // Хазарский альманах. — Киев—Харьков, 2004. — Т. 3. — С. 160—175. Архивировано 12 сентября 2024 года.
- Комар О. В., Сухобоков О. В. Озброєння і військова справа Хозарського каганату (укр.) // Нариси з воєнної історії давньої України. — Київ: НДЦ ГП ЗСУ, 2005. — С. 212—231.
- Северяне посульского пограничья Древней Руси IX—XI вв. // Археологія і давня історія України. — Київ: ІА НАН України, 2010. — Вип. 1. — С. 563—571. Архивировано 26 ноября 2023 года.
- Современное состояние изучения волынцевских памятников (2008 г.) // Археологія і давня історія України. — 2022. — № 3 (44). — С. 85—111. Архивировано 9 сентября 2024 года.